# Юцевич, Иосиф Фёдорович
Иосиф Фёдорович Юцевич (26 марта 1911, Киев — 13 марта 1974, Киев) — украинский советский художник театра и кино.

## Биография
Родился в 1911 году в Киеве. Учился в Киевском художественном институте (1931-1934).
Оформлял представления в Одесском театре им. Октябрьской революции («Шел солдат с фронта», 1939), Киевском русском драматическом театре («Олеко Дундич», 1950), Киевской оперетте (театре музкомедии) (М. Рахманова «Голубой гусар», 1951, «Огонки» Г. Свирид) 1952) и «Свадьба в Малиновке» А. Рябова (1966), а также фильмы.
Юцевич оформлял программы: Киевского цирка, концерта в Кремлёвском дворце съездов по случаю 150-летия со дня рождения Т. Шевченко (1964) и т. д.

## Фильмография
1. 1941: «Таинственный остров»
2. 1942: «Дорога к звёздам»
3. 1945: «В дальнем плавании»
4. 1947: «Голубые дороги»
5. 1953: «Калиновая роща» (совм. с О. Степаненко)
6. 1956: «Белый пудель» (совм. с В. Романеевым)
7. 1961: «За двумя зайцами»
8. 1962: «Молчат только статуи»
9. 1963: «Пчёлы и люди» (короткометражный)
10. 1965: «Ярость»
11. 1967: «Непоседы»
12. 1972: «Весёлые Жабокричи»
13. 1974: «Поцелуй Чаниты»